# Roses noires
Pour les articles homonymes, voir Rose noire (homonymie).
Pour plus de détails, voir Fiche technique et Distribution.
Roses noires est un film français réalisé en 1935 par Jean Boyer et Paul Martin, sorti en 1936. Il en existe une version allemande, Schwarze Rosen, de Paul Martin, avec Lilian Harvey, Willy Fritsch, Willy Birgel, Gertrud Wolle.

## Fiche technique
- Réalisation : Jean Boyer et Paul Martin[2]
- Scénario :  Curt J. Braun, Paul Martin, Walter Supper
- Directeur de la photo : Fritz Arno Wagner
- Montage : Johanna Smith
- Production :  Universum Film (UFA)
- Pays de production :  France
- Format :  Noir et blanc - 1,37:1 - 35 mm - Son mono
- Genre : Drame
- Durée : 93 minutes (ou 100 minutes)[3]
- Date de sortie : 
  - France : 14 février 1936

## Distribution
- Lilian Harvey : Tatiana
- Edmond Beauchamp
- Jean Galland
- Marguerite Templey
- Jean Worms